# Sarcodexia
Sarcodexia is een vliegengeslacht uit de familie van de dambordvliegen (Sarcophagidae).

## Soorten
- S. lambens (Wiedemann, 1830)